# Hertelendy Attila
Hertelendy Attila (Keszthely, 1974. május 2. –) magyar színész.

## Élete
Szülővárosában végezte általános iskolai és gimnáziumi tanulmányait is. Az érettségi után Békéscsabára került, ahol a Regionális Színházművészetért Alapítvány színiiskolájának növendéke volt. A négyéves kurzust követően, 1996-ban csatlakozott a zalaegerszegi Hevesi Sándor Színház társulatához. 1998-tól hivatalosan színésze, 1999-től színművésze az intézménynek. Első nagy sikerét A dzsungel könyve című musicalben Maugli szerepével érte el. A szerep megformálásáért Közönség-díjat kapott. Ezt a kitüntetést szintén kiérdemelte a Marica grófnő, a Bob herceg, illetve a Mária főhadnagy című operettekben nyújtott alakításával is.
A zalaegerszegi Kvártélyház nyári előadásaiban is szerepet vállal.
Egy kis operettcsapatot is irányít, amellyel rendszeresen járja Zala megye településeit, de az országhatáron túl is többször fellépett már. Karitatív fellépésekre is gyakran vállalkozik.

## Színpadi szerepei
- Terrence McNally - David Yazbek: Alul semmi... Ethan Girard
- Henrik Ibsen: A fiatalok szövetsége... Helle, teológiai kandidátus, házitanító
- Molière: A fösvény... La Merluche, kapus
- Presser Gábor - Sztevanovity Dusán: A padlás... Rádiós, aki egyszerűen fantasztikus
- Vaszary János: A vörös bestia... Grűn Hugó
- Vajda Katalin - Fábri Péter: Anconai szerelmesek... Luigi del Soro, vándormuzsikus
- Andrzej Javien - Karol Wojtyla: Az ékszerész boltja... Kristóf, az ékszerész
- Madách Imre: Az ember tragédiája
- Friedrich Schiller: Az orleansi szűz... Riamond, fiatal földműves
- Friedrich Dürrenmatt: Az öreg hölgy látogatása...
- Huszka Jenő: Bob herceg... György herceg
- John Kander - Fred Ebb - Bob Fosse: Chicago... Mary Sunshine
- Vörösmarty Mihály: Csongor és Tünde... Ördög
- James Rado - Gerome Ragni - Galt MacDermot: Hair... Steve, Sheila vőlegénye
- Várkonyi Mátyás: Ifipark... Fiatal Jamesz
- Shakespeare: III. Richárd... Lord Grey
- Bertolt Brecht - Kurt Weill: Koldusopera... Szomorúfűz Walter
- Huszka Jenő - Szilágyi László: Mária főhadnagy... Zwickli Tóbiás
- Kálmán Imre: Marica grófnő... Liebenberg István báró
- Lyman Frank Baum: Óz, a nagy varázsló... Toto
- Szophoklész: Philoktétész... Neoptolemoszt kísérő hajós
- Szabó Magda: Régimódi történet... Ács Lajos
- Shakespeare: Rómeó és Júlia... Rómeó
- Bereményi Géza: Shakespeare királynője... Southampton, ifjú főrend
- Molnár Ferenc: Üvegcipő... Rendőrorvos
- Vajda Katalin - Vajda Anikó: Villa Negra... Tocsó
- Martos Ferenc - Kardos György: Gül Baba... Mujkó
- Tolcsvay László - Müller Péter Sziámi - Müller Péter: Isten pénze... Bob Cratchit

## Film és sorozatszerepei
- Legyetek szeretettel (2023)

## Külső hivatkozások
- Hertelendy Attila a PORT.hu-n (magyarul)
- Hertelendy Attila az Internet Movie Database-ben (angolul)
- Hertelendy Attila a Hevesi Sándor Színház honlapján
- Hertelendy Attila a szinhaz.hu-n
- Hertelendy Attila a sugo.hu-n[halott link]
- Riport Hertelendy Attilával a zala.hu-n
- 2008-as Zalai Prima Díj jelölés Archiválva 2008. november 1-i dátummal a Wayback Machine-ben